# Кредитні гроші
Кредитні гроші — це неповноцінні знаки вартості, які виникли на основі кредитних відносин. Вони, як і інші форми грошей, виникли стихійно внаслідок подальшого розвитку товарно-грошових відносин, коли кредит став їх іманентною складовою частиною.

## Закони обігу кредитних грошей
Перший закон, який був відкритий ще Дж. Стюартом, передбачає: умови емісії грошей зберігають у собі умови їх зворотного притоку. Це обумовлено кредитним характером емісії грошей. Їх випуск здійснюється шляхом видачі кредиту економічним суб'єктам на умовах їх повернення у визначений строк. Гроші повертаються в банк, коли одержувач банківського кредиту або платник за векселем, що знаходиться в портфелі банку, погашає заборгованість. Таким чином, грошова маса (кількість грошей в обігу) являє собою результат взаємодії двох грошових потоків:
- один потік — випуск грошей через банки де проходить розподіл платіжних засобів між економічними суб'єктами, що мають потребу в грошах;
- другий потік — повернення грошей в банки внаслідок погашення боргових зобов'язань.

Другий закон обігу кредитних грошей — «забезпеченість» емісії грошей. Умови цього закону передбачають таку систему кредитування, котра гарантувала би видачу позик у міру зростання потреб товарообігу в грошах і погашення кредиту (при її зниженню). Строк користування кредитом (а значить, строк перебування грошей в обігу) визначається його забезпеченням. Практично ця вимога реалізується з допомогою принципу забезпеченості кредиту. З погляду заставного права банку, забезпечення — це матеріальна гарантія повернення кредиту.

## Кредитні гроші на розвиток бізнесу
Кредитні гроші на розвиток малого і середнього бізнесу надають чи не всі фінансові організації. Для того, щоб зацікавити потенційних клієнтів, кредитні установи постійно розробляють велику кількість гнучких програм. Недоліки такої співпраці повністю спрогнозовані — підприємців-новачків навантажують надто високими відсотковими ставками, які рідко опускають нижче 25 %.
Як відомо, будь-який бізнес на початкових етапах діяльності практично не здатний приносити відчутний прибуток, тому для свого страхування кредитні установи вимагають застави у вигляді будь-якого рухомого чи нерухомого майна, грошей (наприклад, грошовий депозит, що в цей час знаходиться в банку, що надає кредит), акції, авторські права тощо. Якщо Ви запланували скористатися банківськими послугами для отримання кредиту для бізнесу, ми рекомендуємо дуже уважно вивчити всі ризики, які можуть бути загрозою Вашій справі, зважити всі «за» і «проти» до того, як взяти кредит.
Банки вимагають заставу за для зменшення своїх ризиків неповернення кредиту, відсотків за кредитом. Окрім того, наявність застави зменшує розмір обов'язкового резервування, яке вимагається з боку регулятора банківської системи України — Національного Банку України. Наприклад, Постанова НБУ № 351 Про затвердження Положення про визначення банками України розміру кредитного ризику за активними банківськими операціями.